# مقیاس کمای گلاسکو
مقیاس کمای گلاسکو یا جی سی اس (GCS, Glasgow Coma Scale) معیاری است برای تعیین عمق و شدت کاهش سطح هوشیاری یا کما در افراد بالای ۵ سال. این مقیاس معمولاً در آسیب‌های مغزی، اورژانس‌ها و سایر موارد مختل‌کننده هوشیاری به کار می‌رود. حداکثر امتیاز این آزمون ۱۵ و حداقل آن ۳ است. در صورتی‌که فرد دارای لوله تراشه باشد امکان بررسی کلام وجود ندارد و لذا حداقل ۲T و حداکثر ۱۰T است. معمولاً در شرایطی که این معیار کمتر از ۸ باشد انتوباسیون توصیه می‌شود.

## معیارها
جی سی اس از سه بخش تشکیل شده‌است. بخش اول مربوط به بازشدن چشم‌ها است با ۴ نمره. بخش دوم پاسخ کلامی است با ۵ نمره. بخش سوم پاسخ حرکتی است با ۶ نمره. در جدول زیر هر شماره معادل نمره‌ای است که بیمار در ان بخش کسب می‌کند.
|            | ۱                              | ۲                                        | ۳                                           | ۴                                          | ۵                                                                  | ۶                                                        |
| پاسخ چشم   | عدم بازکردن چشم‌ها              | در واکنش به درد چشم‌ها را باز کند         | در واکنش به صدا چشم‌ها را باز کند            | خودبه‌خودی و بدون تحریک خارجی چشم‌ها باز است | N/A                                                                | N/A                                                      |
| پاسخ کلامی | هیچ صدایی تولید نشود           | آوای غیرقابل فهم                         | استفاده از کلمات نامناسب                    | مکالمه نشان از گیجی                        | توجه به کلام، فرد کاملاً به زمان، مکان و شخص آگاه (اورینته) باشد    | N/A                                                      |
| پاسخ حرکتی | شل و بی حرکت بودن کامل اندام‌ها | دسربره (بازکردن اندام‌ها) در واکنش به درد | دکورتیکه (جمع کردن اندام‌ها) در واکنش به درد | دور کردن خود از عامل درد                   | دور کردن عامل درد از خود (انجام حرکات فعال برای دور کردن عامل درد) | اجرای فرمان معاینه‌کننده برای حرکت دادن قسمت‌های مختلف بدن |

پاسخ چشم (Eye response)-(E):
1. عدم بازکردن چشم‌ها
2. در واکنش به تحریک دردناک چشم‌ها باز شود، بهترین حالت تحریک استفاده از مناطق محیطی بدن است مثل فشردن ناحیه هلال ناخن. بهتر است از تحریک مناطق مرکزی مثل فشردن لبه عضله ذوزنقه‌ای به دلیل واکنش اخم (grimacing effect) خودداری نمود.[۷]
3. در واکنش به صدا چشم‌ها را باز کند. نباید این حالت را با بیدار شدن بیمار خوابیده اشتباه کرد چرا که در این حالت نمره ۴ است نه ۳
4. خودبه‌خودی و بدون تحریک خارجی چشم بازاست.

پاسخ کلامی (V)-(Verbal response):
1. هیچ پاسخی داده نشود
2. داشتن کلام غیرقابل فهم، در این حالت بیمار لغتی را ادا نمی‌کند و تنها صداهایی از خود خارج می‌کند مثل بیماری که ناله می‌کند
3. استفاده از لغات بی‌ربط، بیمار لغاتی را ادا می‌کند ولی بیان این لغات در ارتباط با یک مکالمه هدفمند نمی‌باشد.
4. مکالمه نشان از گیجی (Confusion) داشته باشد ولی بتواند به سوالات پاسخ دهد، بیمار جمله ادا می‌کند و این جملات را در پاسخ به سوالات بیان می‌کند ولی هر چند این جملات در زمینه یک مکالمه بیان می‌شوند، درجاتی از گیجی (confusion) یا عدم آگاهی به زمان و مکان یا اشخاص (disorientation) را بروز می‌دهد
5. با توجه به کلام، فرد کاملاً به محیط واقف و آگاه (اورینته) باشد، پاسخ‌ها در جواب به سوالات آگاهانه و به‌طور صحیح بیان می‌گردد

پاسخ حرکتی (M)-(Motor response):
1. عدم واکنش حرکتی
2. بازکردن اندام در پاسخ به درد (وضعیت دسربره)، در این حالت بیمار به درد به صورت بازکردن مفصل آرنج همراه با بازکردن مفصل زانو و خم کردن مفاصل پا به طرف کف پا پاسخ می‌دهد
3. جمع کردن اندام در پاسخ به درد (وضعیت دکورتیکه) در این حالت بیمار به درد به صورت خم کردن مفصل آرنج همراه با بازکردن مفصل زانو و خم کردن مفاصل پا به طرف کف پا پاسخ می‌دهد
4. پس کشیدن عضو در پاسخ به درد، در این حالت بیمار دست خود را وقتیکه روی هلال ناخن وی فشار وارد می‌گردد پس می‌کشد بگونه‌ای که می‌خواهد از عامل دردآور آنرا دور کند و اگر روی لبه فوقانی کاسه چشم فشار وارد گردد، بیمار دست خود را برای کنار زدن دست معاینه‌کننده به طرف محل درد حرکت داده ولی از حد چانه بالاتر نمی‌برد
5. انجام حرکت در واکنش به محرک دردناک، حرکات هدفمند برای دور کردن عامل دردآور را انجام می‌دهد و اگر روی لبه فوقانی کاسه چشم فشار وارد گردد، بیمار دست خود را برای کنار زدن دست معاینه‌کننده به طرف محل درد حرکت داده و از حد چانه بالاتر می‌برد
6. اجرای فرمان معاینه‌کننده برای حرکت دادن قسمت‌های مختلف بدن

پس از ارزیابی سه مورد فوق، اعداد حاصله با هم جمع شده و به عنوان جی‌سی‌اس بیان می‌گردد مثلاً: جی‌سی‌اس فرد کاملاً هوشیار برابر 15 (E4V5M6 = GCS15).
از آنجا که پاسخ کلامی در فرد انتوبه قابل ارزیابی نمی‌باشد، منابع اصلی در جراحی و جراحی مغز و اعصاب و کتب مرجع نورولوژی همگی بر نمرات 3T تا 10T در فرد انتوبه تأکید دارند ولی در عین حال می‌گویند که پاسخ کلامی بعد از انتوباسیون ۱ محاسبه می‌گردد چرا که هیچ صدایی توسط بیمار تولید نمی‌گردد.

## تفسیر
میزان آسیب مغزی را با استفاده از این معیار می‌توان تخمین زد:
- آسیب خفیف: جی سی اس ۱۳ تا ۱۵
- آسیب متوسط: جی سی اس ۹ تا ۱۲
- آسیب شدید: جی سی اس ۸ و کمتر از ۸

این اعداد و به‌طور کلی این معیار مقیاسی قطعی نیستند بلکه باید به عنوان یک راهنمای کلی در روند مدیریت بیماری در کنار سایر معیارها و یافته‌ها‌ مانند واکنش و اندازه مردمکها پس از تابش نور مستقیم و بررسی قدرت و توانایی حرکت اندامها به کار روند.